# Recall the Beginning...A Journey from Eden
Recall the Beginning...A Journey from Eden è il settimo album della Steve Miller Band, pubblicato dalla Capitol Records nel 1972. Il disco fu registrato a Los Angeles e San Francisco (California) e completato il 29 gennaio 1972.

## Tracce
Lato A
1. Welcome – 1:14 (Steve Miller)
2. Enter Maurice – 3:52 (Steve Miller)
3. High on You Mama – 3:35 (Steve Miller)
4. Heal Your Heart – 3:20 (Steve Miller)
5. The Sun Is Going Down – 1:35 (Steve Miller)
6. Somebody Somewhere Help Me – 2:30 (Steve Miller)

Lato B
1. Love's Riddle – 3:23 (Steve Miller)
2. Fandango – 4:56 (Steve Miller)
3. Nothing Lasts – 4:03 (Steve Miller)
4. Journey from Eden – 6:45 (Steve Miller)

## Musicisti
- Steve Miller - chitarra
- Jesse Ed Davis - chitarra
- Ben Sidran - tastiere
- Dick Thompson - tastiere
- Gerald Johnson - basso
- Jim Keltner - batteria
- Roger Allen Clark - batteria
- Gary Mallaber - batteria
- Jack King - batteria
- Nick DeCaro - arrangiamenti strumenti a corda ed a fiato